# Girov (gmina)
Girov – gmina w Rumunii, w okręgu Neamț. Obejmuje miejscowości Boțești, Căciulești, Dănești, Doina, Girov, Gura Văii, Popești, Turturești i Verșești. W 2011 roku liczyła 3500 mieszkańców.